# Titanomaghemita
La titanomaghemita és un mineral de la classe dels òxids. Rep el seu nom en al·lusió al seu contingut en titani i a la seva relació amb la maghemita.

## Característiques
La titanomaghemita és un òxid de fórmula química Fe3+(Fe3+,Ti4+,Fe2+,◻)₂O₄. Cristal·litza en el sistema isomètric. Es tracta d'una espècie aprovada per l'Associació Mineralògica Internacional però amb un cert nivell de dubte i amb la necessitat de nous exàmens.
Segons la classificació de Nickel-Strunz, la titanomaghemita pertany a «04.BB: Òxids amb proporció Metall:Oxigen = 3:4 i similars, amb només cations de mida mitja» juntament amb els següents minerals: cromita, cocromita, coulsonita, cuprospinel·la, filipstadita, franklinita, gahnita, galaxita, hercynita, jacobsita, manganocromita, magnesiocoulsonita, magnesiocromita, magnesioferrita, magnetita, nicromita, qandilita, espinel·la, trevorita, ulvöspinel·la, vuorelainenita, zincocromita, hausmannita, hetaerolita, hidrohetaerolita, iwakiïta, maghemita, tegengrenita i xieïta.

## Formació i jaciments
Es troba en forma d'inclusions en hematites en basalts del llit marí. La primera localitat en es va registrar va ser a Pretòria (Sud-àfrica), i també ha estat descrita a Ongole (Andhra Pradesh, Índia), Pastwiska (Alta Silèsia, Polònia) i a la dorsal mesoatlàntica.